# Albussac
Albussac (Albuçac en occitan) est une commune française située dans le département de la Corrèze, en région Nouvelle-Aquitaine.

## Géographie
Albussac est une commune du Massif central située dans le sud du département de la Corrèze, à environ 500 m d'altitude. Le territoire communal est arrosé par la Franche Valeine, et la Roanne y prend sa source.
L'altitude minimale, 240 m, se situe à l'est, là où la Franche Valeine quitte le territoire communal et sert de limite entre les communes de Forgès et Saint-Chamant ; le point culminant, avec 636 ou 637 m, se situe à la Roche de Vic, au sud-ouest de la commune,.
Le climat y est océanique avec des températures de l'ordre de 25 °C à 3 °C en été et de 9 °C en hiver avec des périodes de vagues de froid fréquentes en janvier et février (fréquemment -10 à -12 °C au lever du soleil et pas plus de -3 °C à 0 °C à 15 h). Albussac connaît assez régulièrement des épisodes neigeux en hiver, il n'est pas rare d'observer des précipitations de l'ordre de 20 cm de neige.

### Communes limitrophes
Albussac est limitrophe de sept autres communes.
| Sainte-Fortunade | Lagarde-Enval | Forgès        |
| Beynat           | Albussac      | Saint-Chamant |
| Ménoire          | Neuville      |               |

### Climat
Pour des articles plus généraux, voir Climat de la Nouvelle-Aquitaine et Climat de la Corrèze.
Historiquement, la commune est exposée à un climat montagnard.  
En 2020, Météo-France publie une typologie des climats de la France métropolitaine dans laquelle la commune est exposée à un climat de montagne et est dans la région climatique Ouest et nord-ouest du Massif Central, caractérisée par une pluviométrie annuelle de 900 à 1 500 mm, maximale en automne et en hiver.
Pour la période 1971-2000, la température annuelle moyenne est de 11,7 °C, avec  une amplitude thermique annuelle de 15,4 °C. Le cumul annuel moyen de précipitations est de 1 228 mm, avec 13,3 jours de précipitations en janvier et 7,8 jours en juillet. Pour la période 1991-2020, la température moyenne annuelle observée sur la station météorologique la plus proche, située sur la commune d'Argentat-sur-Dordogne à 9 km à vol d'oiseau, est de 12,7 °C et le cumul annuel moyen de précipitations est de 1 145,5 mm,. Pour l'avenir, les paramètres climatiques de la commune estimés pour 2050 selon différents scénarios d’émission de gaz à effet de serre sont consultables sur un site dédié publié par Météo-France en novembre 2022.

## Urbanisme

### Typologie
Au 1er janvier 2024, Albussac est catégorisée commune rurale à habitat très dispersé, selon la nouvelle grille communale de densité à 7 niveaux définie par l'Insee en 2022.
Elle est située hors unité urbaine. Par ailleurs la commune fait partie de l'aire d'attraction de Tulle, dont elle est une commune de la couronne,. Cette aire, qui regroupe 43 communes, est catégorisée dans les aires de moins de 50 000 habitants,.

### Occupation des sols
L'occupation des sols de la commune, telle qu'elle ressort de la base de données européenne d’occupation biophysique des sols Corine Land Cover (CLC), est marquée par l'importance des territoires agricoles (56 % en 2018), en augmentation par rapport à 1990 (48,7 %). La répartition détaillée en 2018 est la suivante : 
prairies (51,4 %), forêts (41,3 %), zones agricoles hétérogènes (4,6 %), milieux à végétation arbustive et/ou herbacée (1,8 %), zones urbanisées (0,9 %).
L'évolution de l’occupation des sols de la commune et de ses infrastructures peut être observée sur les différentes représentations cartographiques du territoire : la carte de Cassini (XVIIIe siècle), la carte d'état-major (1820-1866) et les cartes ou photos aériennes de l'IGN pour la période actuelle (1950 à aujourd'hui).

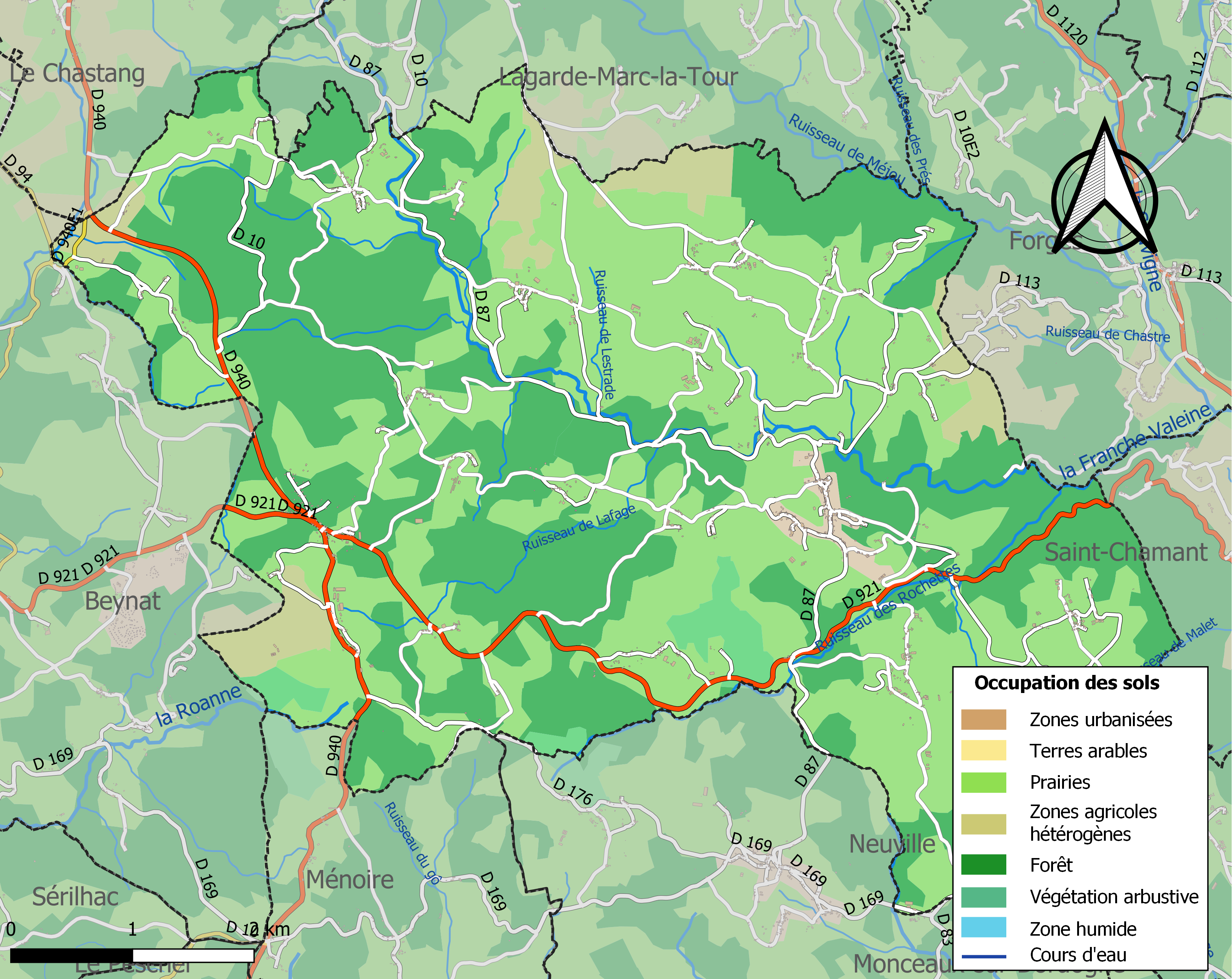
Carte des infrastructures et de l'occupation des sols de la commune en 2018 (CLC).

#### Transport routier
- Réseau Réseau interurbain de la Corrèze

### Risques majeurs
Le territoire de la commune d'Albussac est vulnérable à différents aléas naturels : météorologiques (tempête, orage, neige, grand froid, canicule ou sécheresse), feux de forêts et séisme (sismicité très faible). Il est également exposé à un risque particulier : le risque de radon. Un site publié par le BRGM permet d'évaluer simplement et rapidement les risques d'un bien localisé soit par son adresse soit par le numéro de sa parcelle.

#### Risques naturels

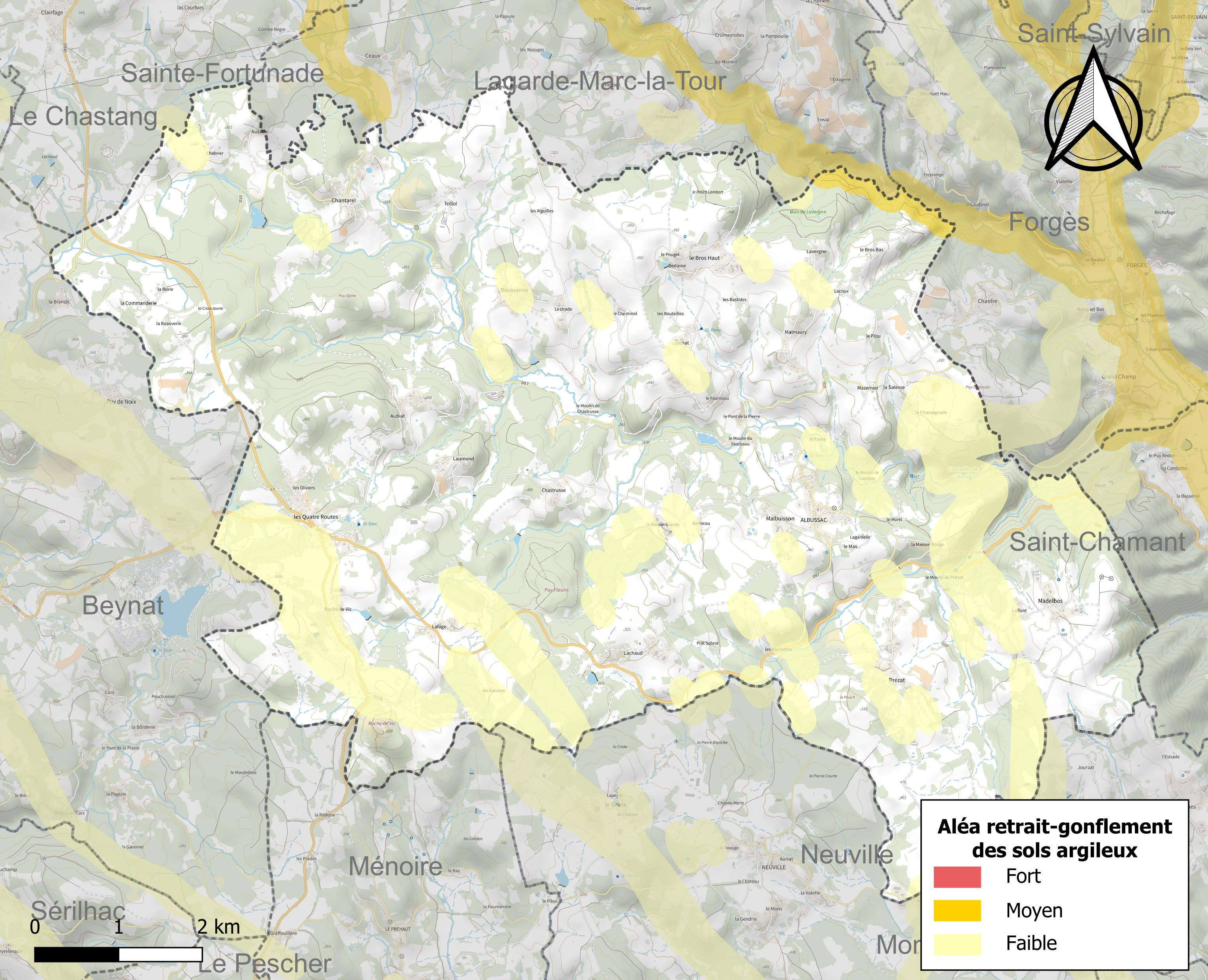
Carte des zones d'aléa retrait-gonflement des sols argileux d'Albussac.

Le retrait-gonflement des sols argileux est susceptible d'engendrer des dommages importants aux bâtiments en cas d’alternance de périodes de sécheresse et de pluie. 0,5 % de la superficie communale est en aléa moyen ou fort (26,8 % au niveau départemental et 48,5 % au niveau national). Sur les 426 bâtiments dénombrés sur la commune en 2019,  aucun n'est en aléa moyen ou fort, à comparer aux 36 % au niveau départemental et 54 % au niveau national. Une cartographie de l'exposition du territoire national au retrait gonflement des sols argileux est disponible sur le site du BRGM,.
Concernant les feux de forêt, aucun plan de prévention des risques incendie de forêt (PPRIF) n’a été établi en Corrèze, néanmoins le code de l’urbanisme impose la prise en compte des risques dans les documents d’urbanisme. Le périmètre des servitudes d'utilité publique et des zones d'obligation légale de débroussaillement pour les particuliers est quant à lui défini pour la commune dans une carte dédiée.

#### Risque particulier
Dans plusieurs parties du territoire national, le radon, accumulé dans certains logements ou autres locaux, peut constituer une source significative d’exposition de la population aux rayonnements ionisants. Certaines communes du département sont concernées par le risque radon à un niveau plus ou moins élevé. Selon la classification de 2018, la commune d'Albussac est classée en zone 3, à savoir zone à potentiel radon significatif.

## Toponymie
La plus ancienne mention connue du lieu date de l'an 861 sous la forme latine Albuciacus.
Ce nom dérive d'un personnage d'origine latine, Albucius, auquel le suffixe -acum a été ajouté, correspondant ainsi au « domaine d'Albucius ».

## Histoire

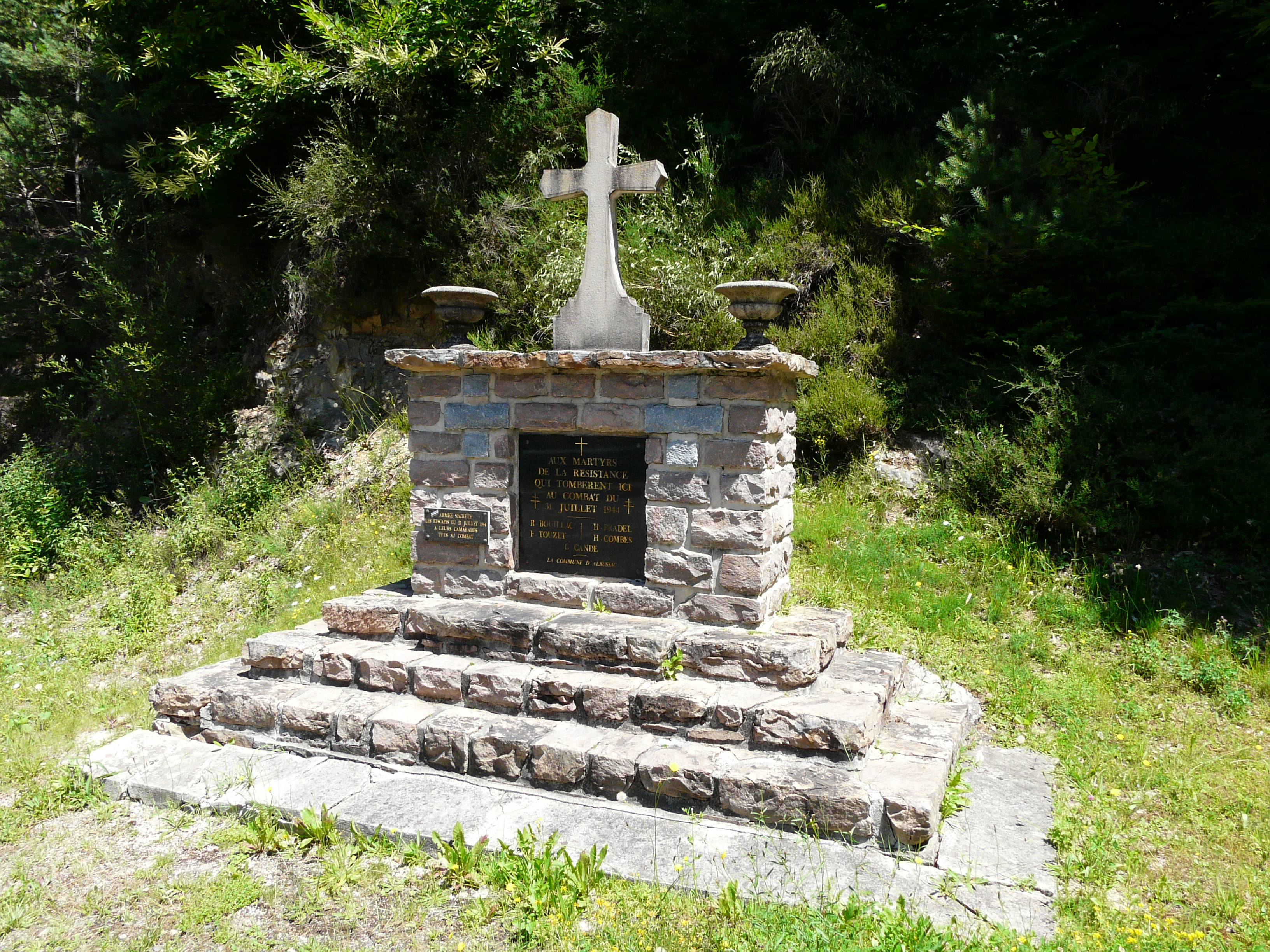
La stèle en mémoire des cinq résistants morts le 31 juillet 1944.

L'église d'Albussac fut donnée à l'abbaye de Tulle vers 930 par le vicomte Adhémar, avec les mas et les vignes de Murel. Antérieurement, vers l'an 861, elle avait été donnée pour moitié au monastère de Beaulieu. C'est dire que le bourg d'Albussac remonte au moins à l'époque des Carolingiens. C'est devant cette église, sur la place de Saint-Ferréol, que le juge de la baronnie de Neuville tenait ses assises.
La Roche de Vic est une colline historique. Ce site fut occupé dès le Mésolithique. Il présente des retranchements, longtemps considérés comme gaulois, mais qui datent probablement du Moyen Âge. En effet, à la fin du XIIe siècle, le vicomte de Turenne fait un don à l'abbaye d'Obazine en réparation des dommages causés lors de la construction de Roche de Vic (Rochadavit) par son armée.
Près du moulin de Prézat, au bord du ruisseau qui tombe en cascades (les cascades de Murel), il y a juste après les cascades, au sommet d'un monticule difficile d'accès, les ruines d'une église ou d'une chapelle qui semblent très anciennes.
Le 8 juin 1944, la division SS Das Reich incendie le village des Quatre Routes d'Albussac, situé sur la route départementale 940, avant d'assassiner un vieil homme et de brûler sa maison au Grelet de Sainte-Fortunade puis de poursuivre leurs assassinats à Tulle,.
Le 31 juillet 1944, cinq résistants périssent lors du combat des Murels.

### Les Templiers et les Hospitaliers
La commanderie templière puis hospitalière de Puy de Noix. Bien que le village de Puy de Noix soit sur la commune de Beynat, le lieu-dit la Commanderie se trouve sur le territoire d'Albussac (45° 09′ 10″ N, 1° 45′ 54″ E).
À la dévolution des biens de l'ordre du Temple la commanderie passe aux Hospitaliers de l'ordre de Saint-Jean de Jérusalem.

## Politique et administration

### Liste des maires
| Période                                  | Période       | Identité                     | Étiquette | Qualité              |
| ---------------------------------------- | ------------- | ---------------------------- | --------- | -------------------- |
| Les données manquantes sont à compléter. |               |                              |           |                      |
|                                          |               |                              |           |                      |
| 1794                                     | 1801          | Pierre Chastrusse            |           |                      |
| 1801                                     | 1801          | Jean Bourdet                 |           |                      |
| 1801                                     | 1801          | Jean Chastrusse              |           |                      |
| 1801                                     | 1803          | Pierre Chastrusse            |           |                      |
| 1803                                     | 1807          | Jean Chastrusse              |           |                      |
| 1807                                     | 1832          | Gabriel Noël Bourdet         |           |                      |
| 1832                                     | 1850          | Jean-Baptiste Bourdet        |           |                      |
| 1850                                     | 1851          | Pierre Daunie                |           |                      |
| 1851                                     | 1865          | Jean-Baptiste Chastrusse     |           |                      |
| 1865                                     | 1872          | Jean Sol                     |           |                      |
| 1872                                     | 1878          | Jean-Baptiste Désiré Naudoux |           |                      |
| 1878                                     | 1896          | François Nugon               |           |                      |
| 1896                                     | 1908          | Martial Maugein              |           |                      |
| 1908                                     | 1918          | Jules François Nugon         |           |                      |
| 1918                                     | 1919          | Jean Soustre                 |           |                      |
| 1919                                     | 1925          | Martial Maugein              |           |                      |
| 1925                                     | 1944          | Pierre Bordes                |           |                      |
| 1944                                     | 1958          | Emmanuel Arago               |           |                      |
| 1958                                     | 1959          | Jean-Baptiste Raoul          |           |                      |
| 1959                                     | 1965          | Cyprien Rode                 |           |                      |
| 1965                                     | 1977          | Jean-Baptiste Raoul          |           |                      |
| 1977                                     | 1983          | Gilbert Coste                |           |                      |
| 1983                                     | décembre 2016 | Raymond Raoul                | LR        | Agriculteur retraité |
| février 2017                             | En cours      | Sébastien Meilhac            | LR        | Artisan              |

## Démographie
Les habitants sont appelés les Albussacois.
L'évolution du nombre d'habitants est connue à travers les recensements de la population effectués dans la commune depuis 1793. Pour les communes de moins de 10 000 habitants, une enquête de recensement portant sur toute la population est réalisée tous les cinq ans, les populations de référence des années intermédiaires étant quant à elles estimées par interpolation ou extrapolation. Pour la commune, le premier recensement exhaustif entrant dans le cadre du nouveau dispositif a été réalisé en 2007.

En 2022, la commune comptait 730 habitants, en évolution de +1,11 % par rapport à 2016 (Corrèze : −0,59 %, France hors Mayotte : +2,11 %).
| 1793  | 1800  | 1806  | 1821  | 1831  | 1836  | 1841  | 1846  | 1851  |
| ----- | ----- | ----- | ----- | ----- | ----- | ----- | ----- | ----- |
| 1 068 | 1 116 | 1 068 | 1 270 | 1 294 | 1 355 | 1 336 | 1 389 | 1 359 |

| 1856  | 1861  | 1866  | 1872  | 1876  | 1881  | 1886  | 1891  | 1896  |
| ----- | ----- | ----- | ----- | ----- | ----- | ----- | ----- | ----- |
| 1 403 | 1 444 | 1 335 | 1 414 | 1 400 | 1 332 | 1 466 | 1 391 | 1 537 |

| 1901  | 1906  | 1911  | 1921  | 1926  | 1931  | 1936  | 1946  | 1954  |
| ----- | ----- | ----- | ----- | ----- | ----- | ----- | ----- | ----- |
| 1 401 | 1 497 | 1 460 | 1 191 | 1 227 | 1 183 | 1 149 | 1 038 | 1 007 |

| 1962 | 1968 | 1975 | 1982 | 1990 | 1999 | 2006 | 2007 | 2012 |
| ---- | ---- | ---- | ---- | ---- | ---- | ---- | ---- | ---- |
| 925  | 851  | 790  | 718  | 739  | 668  | 691  | 695  | 691  |

| 2017 | 2022 | - | - | - | - | - | - | - |
| ---- | ---- | - | - | - | - | - | - | - |
| 731  | 730  | - | - | - | - | - | - | - |

## Culture locale et patrimoine

### Lieux et monuments
- L'église Saint-Martin, des XIIe, XVIe et XVIIe siècles, est inscrite au titre des monuments historiques depuis 1927 pour son chœur roman et sa chapelle nord[32].
- Les cascades de Murel.
- Tilleul de Sully, âgé de plus 400 ans, l'un des derniers du Limousin.
- Roche de Vic, ancien oppidum gaulois qui domine la région.
- Les cascades de la Vierge, lieu de pèlerinage pour les personnes ne pouvant faire le chemin jusqu’à Saint-Jacques-de-Compostelle.

### Personnalités liées à la commune
- Yvon Bourdet (1920-2005), écrivain. Il évoque Albussac dans son livre : Éloge du Patois ou l'itinéraire d'un Occitan.
- Roger Lescure (1912-2009), né à Albussac, résistant des Forces françaises de l'intérieur, Compagnon de la Libération[33].
- Emmanuel Berl en 1941

### Héraldique
| Blason de Albussac | Blason  | De gueules au chevron d’or accompagné en pointe d’un croissant d’argent, au chef cousu d’azur chargé de trois étoiles d’or de six rais. |
| Blason de Albussac | Détails | |